# 大皮薩里夫卡區

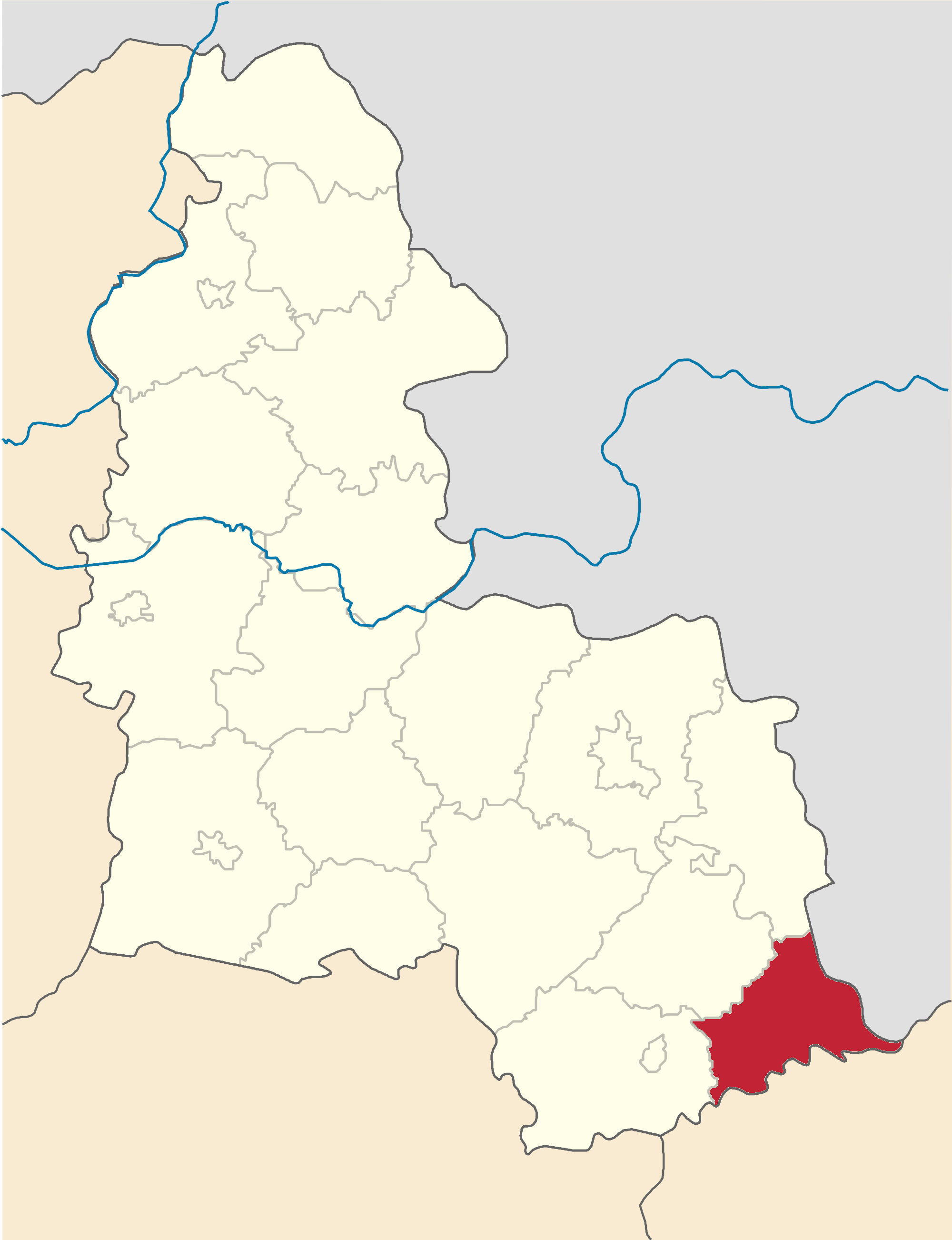
撤销前大皮薩里夫卡區在苏梅州的位置

大皮薩里夫卡區（烏克蘭語：Великописарівський район），曾是烏克蘭的一個區，位於該國東北部，由蘇梅州負責管轄，首府設於大皮薩里夫卡，面積830平方公里，2013年人口20,099，人口密度每平方公里24.22人。
该区在2020年7月18日的乌克兰行政区划改革中被撤销，改革后蘇梅州下分为5个区。